# Prostě sexy
Prostě sexy (orig. The Sweetest Thing) je americká filmová komedie z roku 2002 režiséra Rogera Kumblea a scenáristky Nancy Pimental, která se při tvorbě hlavních postav inspirovala sebou a svou kamarádkou Kate Walsh. V hlavních rolích se objevili Cameron Diaz, Selma Blairová, Christina Applegate, Thomas Jane a Jason Bateman.

## Děj
Christina Waltersová a Courtney Rockcliffeová, dívky, které se účastní každé párty, se snaží utěšit svou spolubydlící Jane Burnsovou, která je v depresi ze vztahů, a tak ji vezmou na párty. Christina večer potká Petera Donahuea a zamiluje se do něj. Peter se zrovna chystá oženit se, ale Christina a Courtney se mylně domnívají, že se bude ženit jeho bratr. Courtney se rozhodne své kamarádce pomoci, aby se znovu s Peterem setkala, a tak se společně vydají na cestu ze San Francisca na místo, kde se má svatba konat. Christininy naděje jsou zničeny, když na místo dorazí a zjistí, že se má Peter ženit. Nicméně jeho svatba je brzy zrušena, protože ani on ani jeho nevěsta nechtějí do sňatku vstoupit, protože se vzájemně nemilují, i když se mají rádi. Po několika měsících Christina stále přemýšlí o promeškané příležitosti s Peterem, zatímco Courtney i Jane si každá našla nového přítele. Poté, co se jednou ženy vrátí v noci domů, najdou Petera ležet u jejich schodů. Peter řekne Christině, že jeho manželství nevyšlo. Začnou spolu chodit a později se vezmou.

## Obsazení
| Cameron Diaz        | Christina Waltersová   |
| Christina Applegate | Courtney Rockcliffeová |
| Selma Blairová      | Jane Burnsová          |
| Thomas Jane         | Peter Donahue          |
| Jason Bateman       | Roger Donahue          |
| Frank Grillo        | Andy                   |
| Eddie McClintock    | Michael                |
| Lillian Adams       | teta Frida             |
| James Mangold       | Dr. Greg               |
| Johnny Messner      | Todd                   |
| Parker Posey        | Judy Webbová           |

## Ohlas
Prostě sexy sklidilo negativní reakce kritiky. Server Rotten Tomatoes dává filmu na základě 107 hodnocení kritiků skóre 26%. Oproti tomu uživatelé tohoto serveru hodnotí film průměrně 68%. Server Metacritic hodnotí film 32 body ze 100 na základě 30 recenzí. Uživatelé ČSFD snímek hodnotí průměrně 38%.
Během úvodního víkendu ve Spojených státech snímek utržil necelých 9,5 milionů USD a stal se tak třetím nejúspěšnějším filmem víkendu po snímcích Incident, který měl premiéru ve stejný den, a Úkryt. Celkově ve Spojených státech Prostě sexy utržilo téměř 25 milionů USD a v zahraničí dalších téměř 44 milionů USD.